# Spánverjavígin

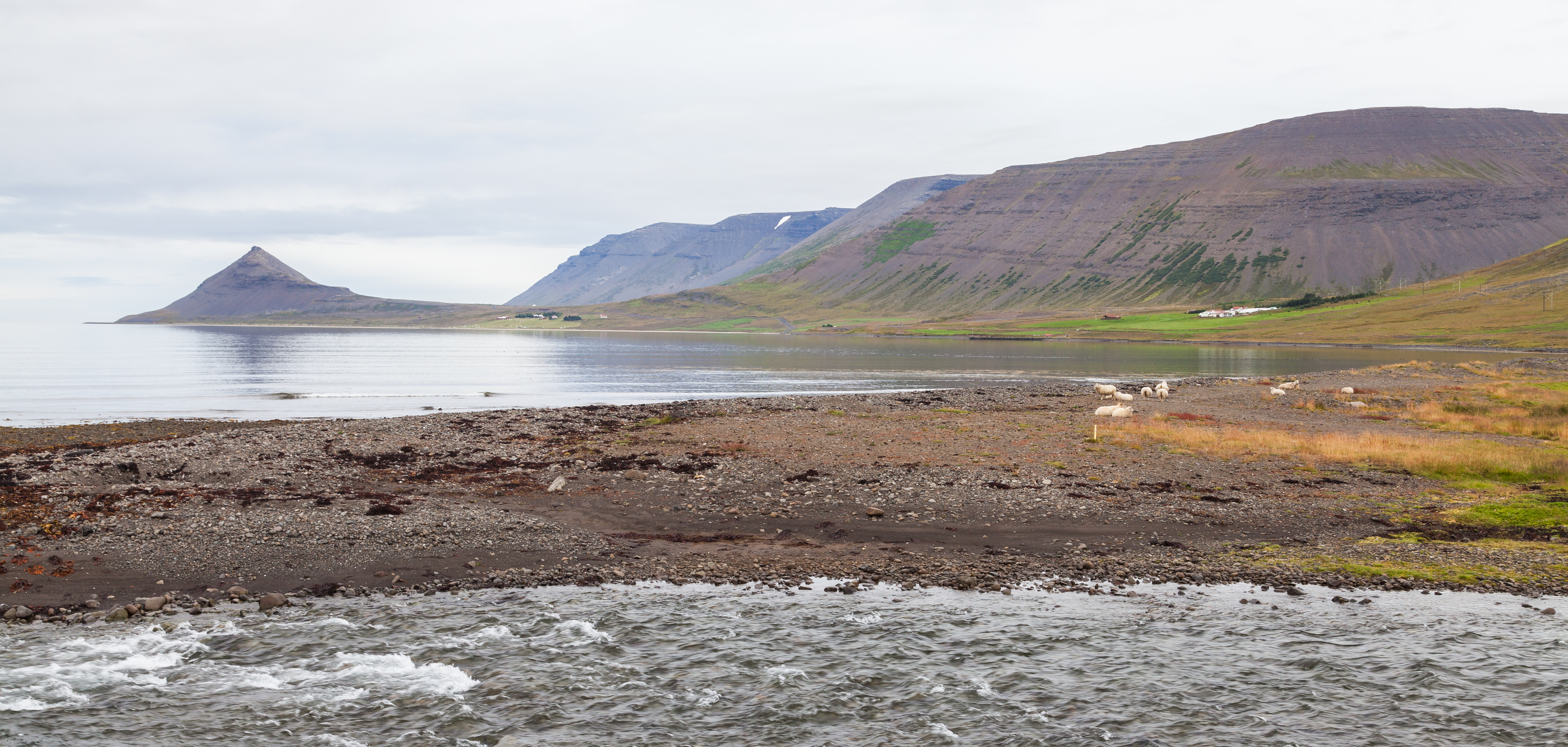
Dýrafjörður bland Västfjordarna där tretton basker dödades den 5 oktober 1615

Spánverjavígin (isländska för spanjormorden eller spanjordråpen) var en massaker i Västfjordarna på Island i oktober år 1615, då 31 baskiska valfångare dödades.
Baskerna hade vistats på Island över somrarna sedan 1613 för att fånga val, vilket skedde i strid mot den danska kronans handelsmonopol men till en början med samtycke av den regionala sysslomannen Ari Magnússon. I september 1615, när valfångstmännen skulle lämna Island för att segla hem, sjönk deras tre skepp i Reykjarfjörður på grund av storm. Tre drunknade men ett åttiotal tog sig i land och flera av dem begick senare stölder av den isländska lokalbefolkningen. För detta dömdes de till döden av Ari Magnússon, som själv ledde ett av uppbåden som kom att döda 18 av dem på Æðey och i Sandeyri på nordsidan av Ísafjarðardjúp, den 13 oktober. Tretton andra hade den 5 oktober dödats i ett till synes spontant uppbåd vid Dýrafjörður.
Två av de viktigaste källorna till dessa händelser skrevs av Jón lærði Guðmundsson, en bonde från trakten som själv vägrade delta i sysslomannens uppbåd. Den ena texten, "En sann berättelse om spanjorernas skeppsbrott och strid", sammanställde han på prosa vintern efter massakern, den andra, Fjölmóður, är skriven på vers under 1650-talet. Även dikterna Spænsku vísur av prästen Ólafur Jónsson och Víkinga rímur av bonden Jón Gottskálksson handlar om dråpen.
Bland offren återfanns kaptenen på ett av skeppen, Martin de Villafranca (född i San Sebastián 1588, dödad i Sandeyri 1615), och hans styrman Pierre pilote (dödad på Æðey). Kaptenerna på de två andra skeppen, Peter Agirre och Esteban Tellaria, övervintrade i Patreksfjörður med sina besättningsmän och lämnade Island med ett kapat engelskt fartyg i april månad 1616.